# Tropikmandelväxter
Tropikmandelväxter (Combretaceae) är en växtfamilj med omkring 600 arter indelade i ungefär 20 släkten. Växterna är träd, buskar och lianer. Arterna i släktena Laguncularia och Lumnitzera är mangroveväxter. 
Tropikmandelväxterna finns i de flesta av världens tropiska och subtropiska områden. Vissa arter ger användbart virke, såsom framiré (Terminalia ivorensis), som har många produktnamn till exempel afrikansk ek och idigbo.
Blommorna är vanligen små och sitter i samlingar.